# تلمبه، پاکستان
تلمبه (به انگلیسی: Tulamba) یک منطقهٔ مسکونی در پاکستان است که در پنجاب واقع شده‌است.